# Cortiçol-de-barriga-preta

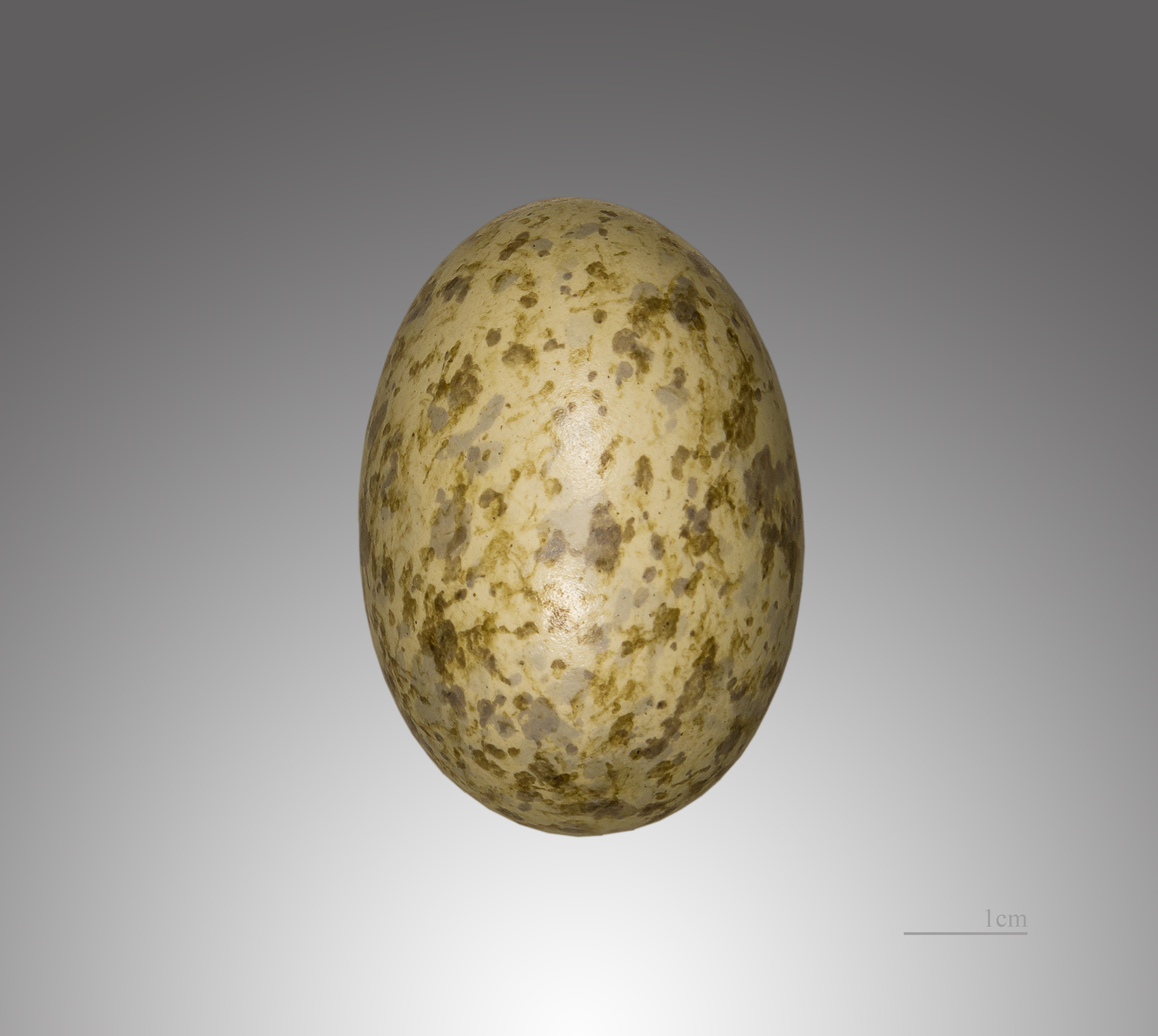
Pterocles orientalis

O cortiçol-de-barriga-preta (Pterocles orientalis) é uma ave da família Pteroclididae. É ligeiramente maior que o cortiçol-de-barriga-branca, distinguindo-se deste pelo ventre preto.
Frequenta zonas áridas, semidesérticas. Em Portugal é actualmente uma espécie rara e ameaçada, que apenas sobrevive em certas regiões remotas do interior.

## Subespécies
São reconhecidas 2 subespécies:
- P. o. orientalis - Península Ibérica, ilhas Canárias, Norte de África, Chipre e Ásia Menor.
- P. o. arenarius - Irão e Afeganistão.